# Tullio Tentori
Tullio Tentori (Napoli, 11 aprile 1920 – Roma, 12 gennaio 2003) è stato un antropologo italiano.

## Biografia
Tullio Tentori si laurea nel 1942 alla Sapienza Università di Roma, con Raffaele Pettazzoni, con una tesi sulla Religione degli Indiani della California. Il culto di Kuksu diffuso fra le tribù Pomo, Wintu, Maidu, Waffa. Dal 1946 al 1955 lavora al Museo Nazionale Preistorico Etnografico "Luigi Pigorini". Nel 1948 vince una borsa di studio alla Wenner Gren Foundation for Anthropological Studies con un progetto di ricerca riguardante le differenze materiali e di struttura delle frecce e degli archi diffusi nei territori indiani. Nel 1953-54 riceve una borsa di studio Fulbright in antropologia per un periodo presso la University of Chicago e la Washington University di St Louis, Missouri.
Con il soggiorno negli Stati Uniti Tentori si inserisce nel dibattito antropologico internazionale sul rapporto cultura/civiltà. Nel 1950 vince un concorso ministeriale per l'unico posto di etnologo disponibile, e inizia un progetto di ricerca, in una territorio battuto anche dalla ricerca di Ernesto de Martino, riguardante la realtà di Matera ed in particolare delle condizioni abitative e socio-culturali del rione trogloditico dei Sassi. Durante tale ricerca inizia una collaborazione con un sociologo austro-americano, Friederich Friedmann, che lo porterà ad impegnarsi per imporre nella realtà accademica italiana l'approccio della antropologia culturale di tradizione americana. In Italia, fino ad allora, tale settore di studi veniva denominato etnologia, seguendo la tradizione di studi francese, ed aveva un'impostazione teorica ed un'organizzazione disciplinare abbastanza indipendente dalle scuole dominanti internazionali. Momento topico di questa battaglia fu il 1º Convegno Italiano di Scienze Sociali a Milano nel 1958, dove assieme a Liliana Bonacini Seppilli, Romano Calisi, Guido Cantalamessa Carboni, Tullio Seppilli, Amalia Signorelli, Tentori presentò il documento Appunti per un memorandum sull'antropologia culturale, nel quale veniva delineato l'impianto teorico e la collocazione nel quadro scientifico della disciplina che si proponeva di inserire negli ordinamenti universitari.
Nel 1962 si tiene il 1º Convegno Nazionale di Antropologia Culturale all'Università di Milano. Nel 1968 Tentori diviene soprintendente al Museo Nazionale delle Arti e Tradizioni Popolari, carica che mantiene per un ventennio. Nel 1969 gli viene conferita una delle due prime due cattedre italiane in Antropologia culturale. Lo studioso imposta la direzione del Museo verso un avvicinamento alle discipline demo-etnoantropologiche, con attenzione alla ricerca etnografica più che alla semplice catalogazione di oggetti della cultura materiale. Rappresentante dell'UNESCO a Parigi, membro della Commissione Italiana per l'UNESCO a Roma, autore di molti saggi e direttore di collane presso importanti case editrici, ha sostenuto, a livello scientifico, l'interdisciplinarità, la lotta al pregiudizio, l'incontro fra culture. Per quasi dieci anni è stato presidente della Federazione Italiana dei Club e Centri UNESCO a cui ha dato una grande impronta di carattere morale e culturale. È stato tra i soci fondatori dell'AISEA - Associazione Italiana per le Scienze Etno-Antropologiche, la prima società scientifica della disciplina nel secondo Novecento.
Tra le sue pubblicazioni annoveriamo Il pregiudizio sociale.
Tentori viene nominato Medaglia d'oro per la Cultura dal Presidente della Repubblica Carlo Azeglio Ciampi il 19 aprile 2002.